# مدال آلبرت اینشتین یونسکو
مدال آلبرت اینشتین یونسکو جایزه ای است که به خاطر داشتن سهم بزرگ در علم و همکاری‌های بین‌المللی علمی به اشخاص اهدا می‌شود. این مدال یکی از جوایز یادبودی یونسکو است که از سال ۱۹۷۹ میلادی برای بزرگداشت گذشت یک قرن از تولد آلبرت اینشتین پایه‌گذاری شد. مدال سه نوع طلا، نقره و برنز دارد.

## توصیف مدال
مدال توسط هنرمند فرانسوی مکس لئوگنانی طراحی و پرتره ای از چهره اینشتین در سالهای آخر عمر به روی آن نقش زده شده‌است.
در سمت دیگر آن نیم رخ خطی از سر اینشتین نقش صفحه ای را برای نمایش سه معادله ریاضی تصویر کرده‌است که مجموعی از سهم وی در علم فیزیک به‌شمار می‌رود:
- معروفترین معادله E=mc² که رابطه ثابت و کمّی انرژی و ماده را با ضرب در مربع سرعت نور نشان می‌دهد.
- معادله دوم نتایج پژوهشهای اینشتین در قانون اثر الکترونهای نوری را نشانه پردازی می‌کند که به خاطر آن جایزه نوبل فیزیک را در سال ۱۹۲۱ دریافت کرد.
- و معادله سوم از کار وی بر روی نظریه نسبیت مشتق شده‌است.

امضای او هم در پایین مدال نقش بسته شده‌است.